# Ursina nigrella
Ursina nigrella is een vlinder uit de familie Stathmopodidae. De wetenschappelijke naam van de soort is voor het eerst geldig gepubliceerd in 1984 door Kuznetsov.